# محطة تولون
محطة تولون هي محطة سكة حديد فرنسية على الخط من مرسيليا سان شارل إلى فينتيميليا (الحدود)، وتقع في المنطقة المجاورة مباشرة لوسط مدينة تولون (بين جبل فارون والميناء)، عاصمة مقاطعة فار، في منطقة بروفانس ألب كوت دازور.
وهي محطة تابعة للشركة الوطنية للسكك الحديدية (SNCF)، تخدمها قطارات فائقة السرعة (بما في ذلك أويجو) وخدمة القطارات الليلبة. وهي أيضًا محطة على شبكة القطارات السريعة الإقليمية لبروفانس ألب كوت دازور.

## حالة السكك الحديدية

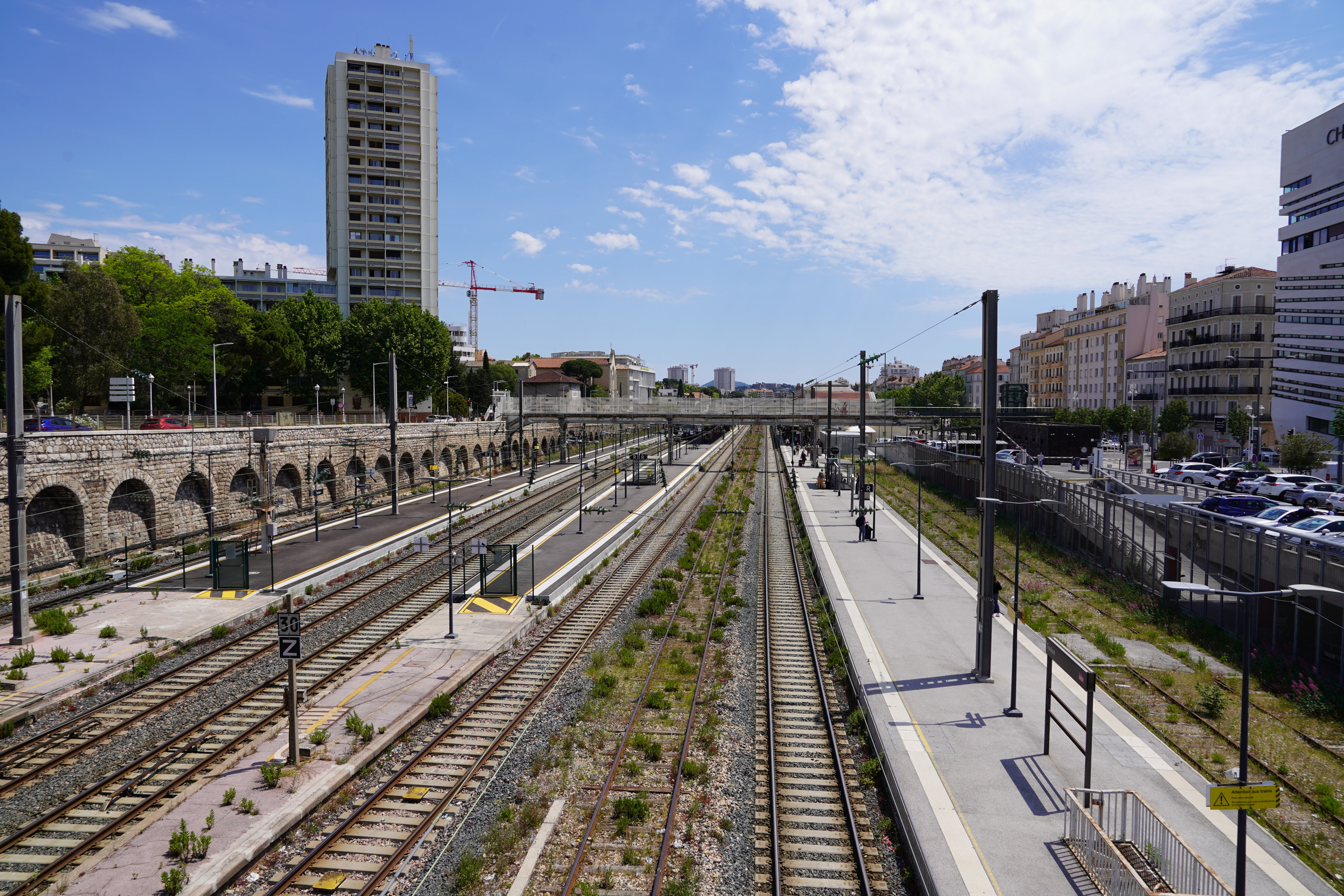
أرصفة ومسارات المحطة.

أنشئت المحطة على ارتفاع 19 مترا، وتقع عند نقطة الكيلومتر (PK) 66.832 من الخط الممتد من مرسيليا سان شارل إلى فينتيميليا (الحدود)، بين محطتي لاسين - سيس-فور وتولون - سان موس.

## تاريخ

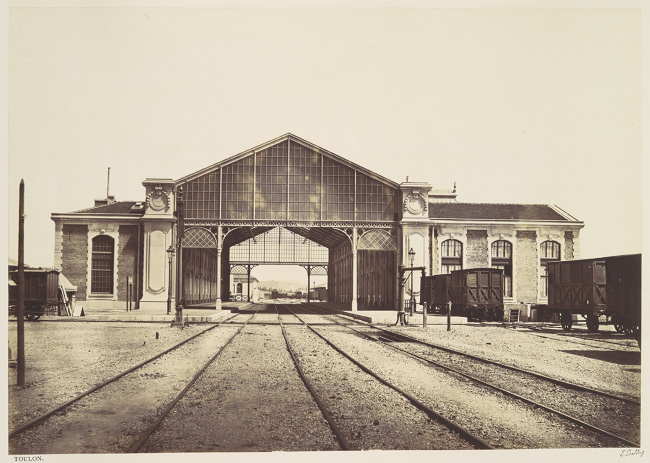
البناء الأول للمحطة عام 1861 بواسطة إدوارد بالدوس.

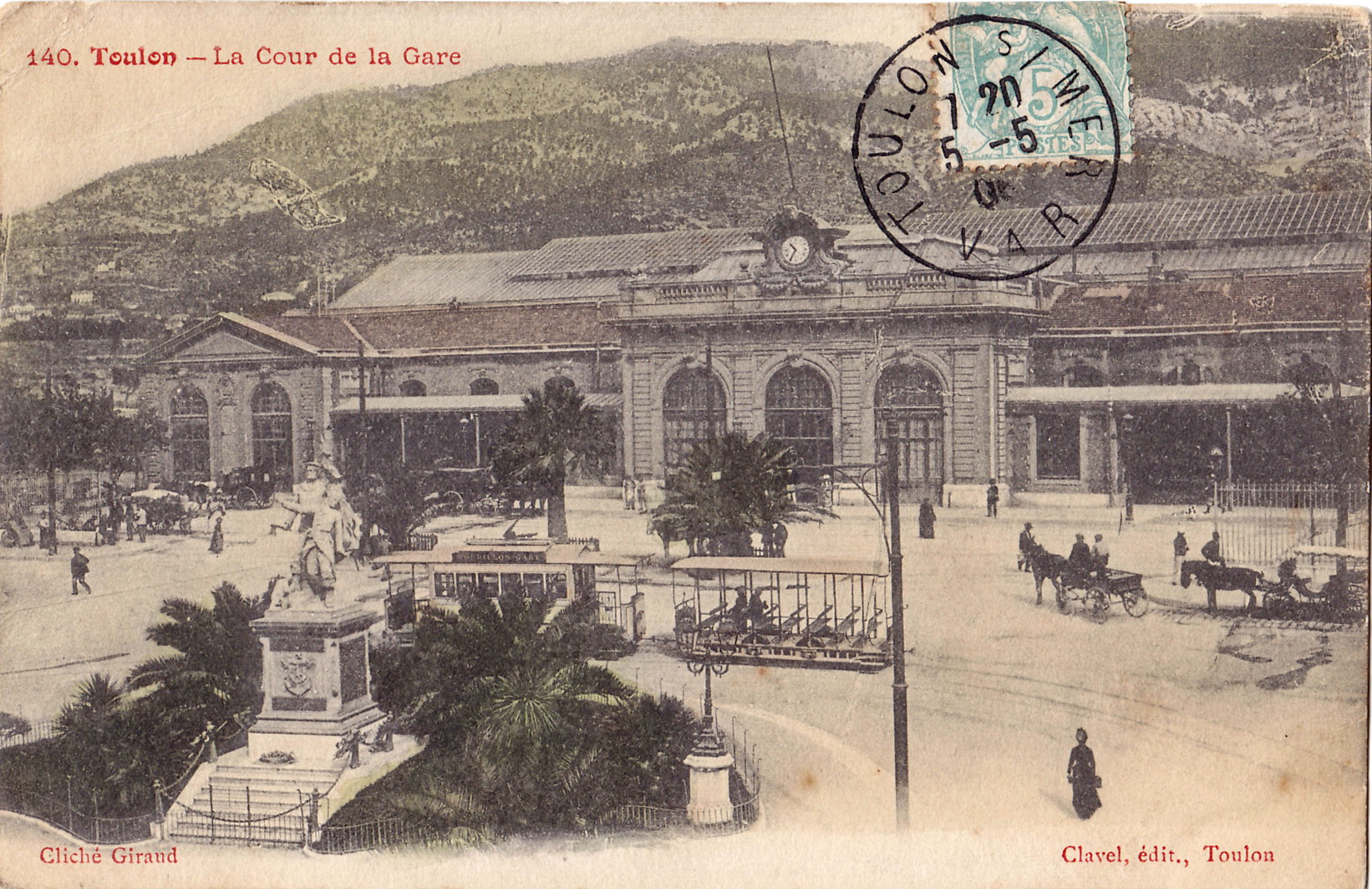
البناء الثاني للمحطة حوالي عام 1906. يقف قطار ترام تولون خلف النصب التذكاري.

تمت برمجة خط السكك الحديدية إلى تولون وفقًا لقانون 8 يوليو 1852 الذي أنشأ شركة السكك الحديدية من باريس إلى ليون والبحر الأبيض المتوسط (PLM)، الذي نص على على بناء خط سكة حديد من مرسيليا إلى ميناء تولون العسكري. تم تسجيل امتياز الخط من مرسيليا إلى فينتيميليا الذي يسمح بربط الميناء بالشبكة العامة بموجب قانون 11 أبريل 1857. ودخل القسم الأول من مرسيليا إلى أوبان الخدمة في 25 أكتوبر 1858. كان القسم الثاني من الخط والواصل إلى تولون هو الأصعب، لكن الاحتياجات العسكرية دفعت بالعمل إلى الأمام؛ دخل المسار الأول المخصص للدولة في الخدمة في 15 مارس 1859 والمسارين في 24 أبريل. وأدخلت الشركة محطة لا سين في الخدمة في 3 مايو 1859 أثناء الافتتاح التجاري للقسم من أوبان إلى تولون.
أنشى المبنى الأول من قبل المهندس المعماري لاروز. وكان مكون من ثلاثة مسارات مغطاة بقاعة؛ دمرته النيران عام 1868. المحطة الجديدة التي صممها المهندس المعماري لويس جول بوشوت عبارة عن مبنى ضخم ذو جسم مركزي مهيب يتكون من ثلاث فتحات نصف دائرية على الواجهة تتيح الوصول إلى القاعة. تم الانتهاء من مبنى الركاب بالمحطة في عام 1887. وفي الستينيات، تم تدمير قاعتها الواسعة التي تعود إلى العصر الصناعي.
استفادت المحطة، التي أصبحت مركز تبادل، من توسعة مع مضاعفة مساحة قاعة الركاب وإنشاء قاعتين صيفيتين مظللتين. في الواقع، مع مرور 4 ملايين شخص عبرها كل عام، كانت المحطة مزدحمة في كثير من الأحيان. تم بدء العمل في يناير 2011 وتم الاحتفال بتدشين تجديد المحطة في 28 نوفمبر 2013).

## خدمات

### الاستقبال
وهي محطة للشركة الوطنية للسكك الحديدية، بها مبنى للركاب مجهز بكاونترات مفتوحة كل يوم وآلات بيع التذاكر الأوتوماتيكية. تتوفر خدمات متنوعة، خاصة لاستقبال الأشخاص ذوي الإعاقة أو المسافرين الشباب.

### الوجهات

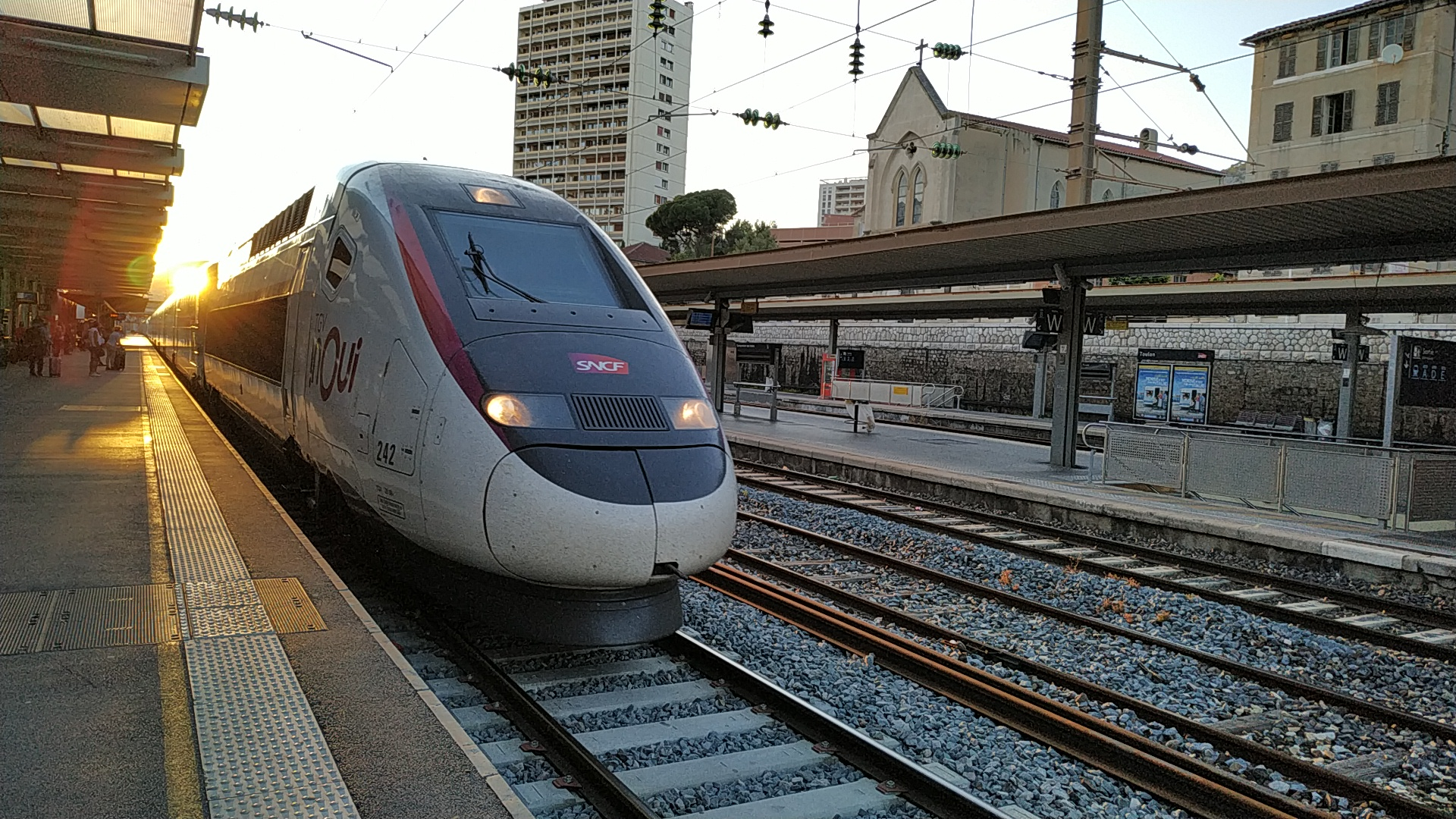
تي جي في دوبلكسفي رصيف المحطة.

يصل إلى محطة تولون عدة خطوط قطارات فائقة السرعة: باريس - تولون / هييريس / نيس (بما في ذلك أويغو)، مطار شارل ديغول - تولون (أويغو فقط)، نانسي / ستراسبورج - نيس وليون - طولون / نيس. يضاف إلى ذلك خدمة النقل الليلي التي تربط باريس بنيس.
وهي أيضًا محطة إقليمية مهمة تخدمها قطارات قطارات النقل السريع الإقليمية بروفانس ألب كوت دازور، مع وصلات منتظمة على خطوط مرسيليا - تولون - هييريس ومرسيليا - تولون - دي آرك - دراجوينا / نيس.

### النقل
يوجد موقفان للسيارات تحت الأرض ومساحة لوقوف السيارات ذات العجلتين في مكان قريب، بالإضافة إلى منطقتين لإنزال الركاب.
توفر محطة الحافلات وصلات مع عدد كبير من خطوط النقل العام البري: الحافلات الحضرية لشبكة ميسترال (الخطوط 3، 9، 15، 23، 29، 39، 70، 102 و103)، حافلات زو الإقليمية (الخطوط 2801، 2821، 4801، 4802، 4821، 7801، 7802، 8804، 8805، 8808، 8809 و8814)، حافلات LER  (الخطين 19 و20)، حافلات فليكس بوص من وإلى إيطاليا، من صربيا، إسبانيا أو البرتغال أو بلجيكا.

## محطات أخرى
يوجد في منطقة تولون الحضرية سبع محطات أخرى، باستثناء المحطة الرئيسية:
- اتجاه مرسيليا: لا سين - سيس-فور وأوليول - ساناري.
- اتجاه دي آرك/ نيس: تولون سانت موس، لا غارد و لا بولين هييريس؛
- اتجاه هييريس: لا كراو وهييريس.

## مشاريع
بعد اختيار مسار المدن الكبرى، سيمر خط بروفانس كوت دازور الجديد عبر تولون. وبالتالي، يجب إعادة تطوير محطة لا بولين هييريس، وتخطيط تقاطعات لربط الخط المؤدي إلى هييريس. 
علاوة على ذلك، وبهدف إنشاء "شبكة قطارات إقليمية سريعة في طولون"، سيتم إنشاء محطتين على خط مرسيليا - فينتيميليا: لاسكايون (باتجاه أوبان) وتولون سانت موس - دخلت الخدمة في 11 ديسمبر 2022 (باتجاه دي آرك).